# Scolymus
 Scolymus Linneo, 1753 è un genere di piante angiosperme dicotiledoni della famiglia delle Asteraceae.

## Etimologia
Il nome del genere deriva dal termine greco "skolymos" che probabilmente indicava le stesse piante. La voce deriva da "skolos" (= spine) e fa riferimento alle foglie spinose di queste piante.
Il nome scientifico del genere è stato definito in tempi moderni da Linneo (1707-1778) nella pubblicazione Species Plantarum ( Sp. Pl. 2: 813) del 1753.

## Descrizione

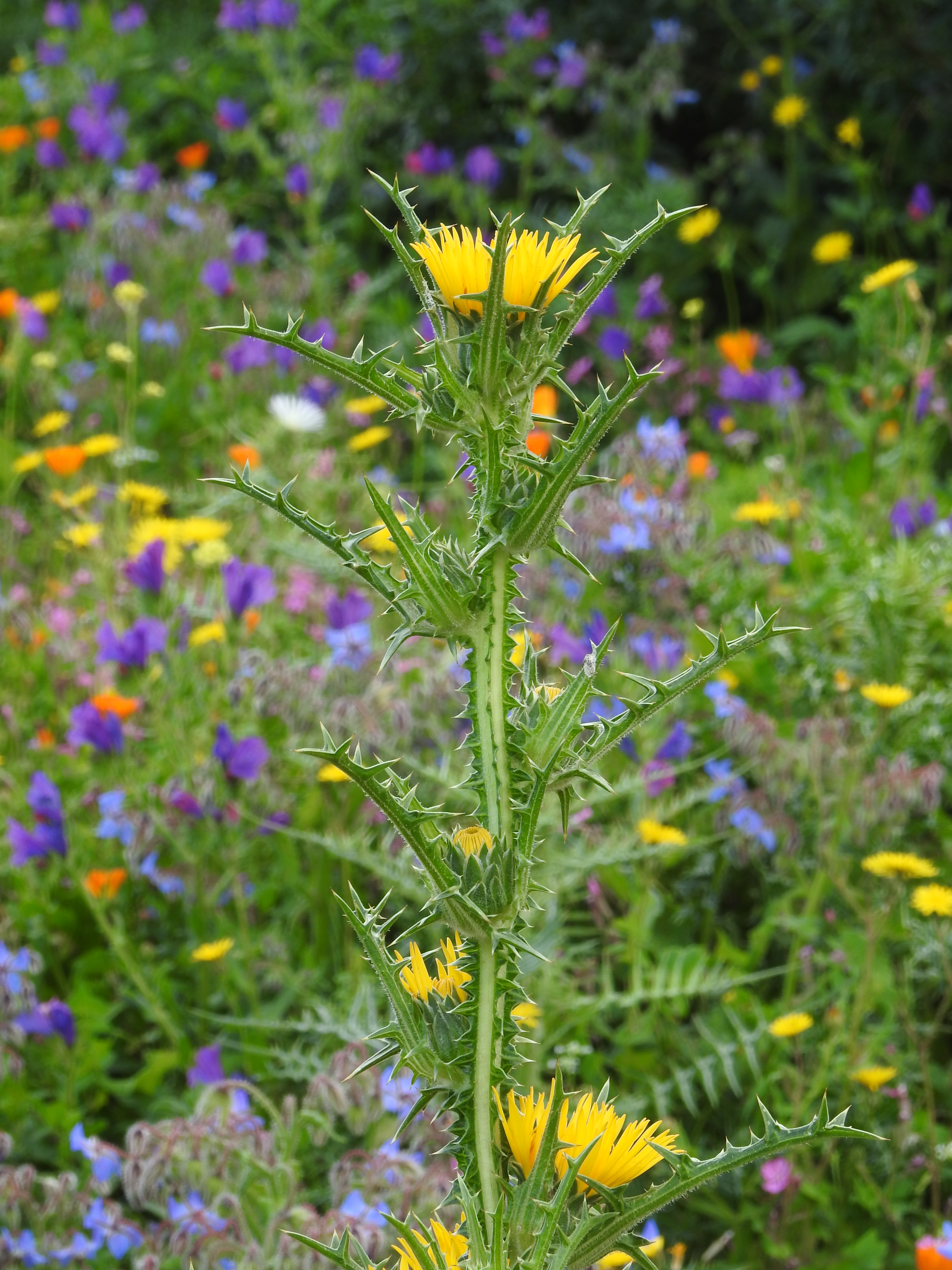
Il portamento
Scolymus grandiflorus

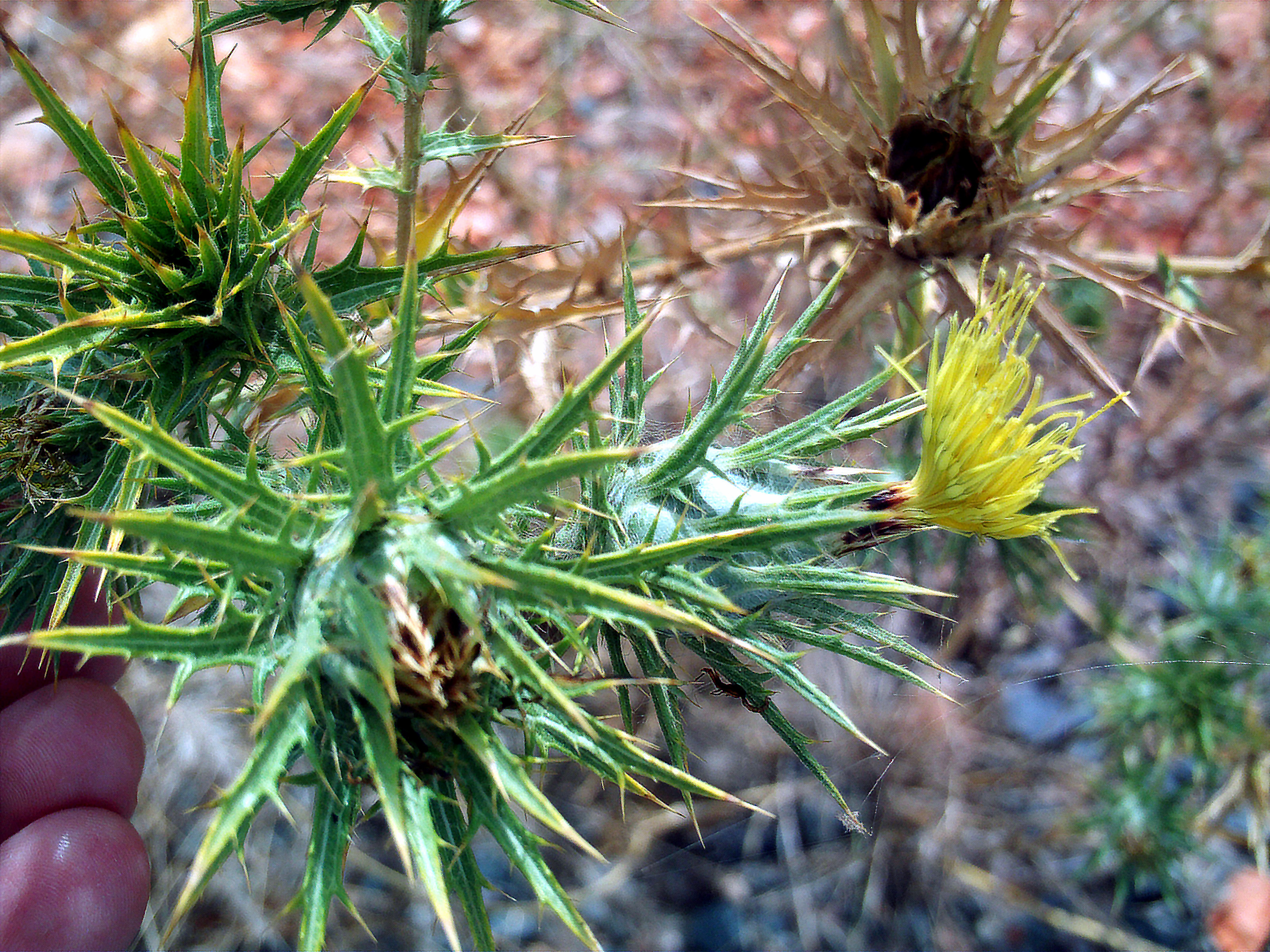
Le foglie
Scolymus hispanicus

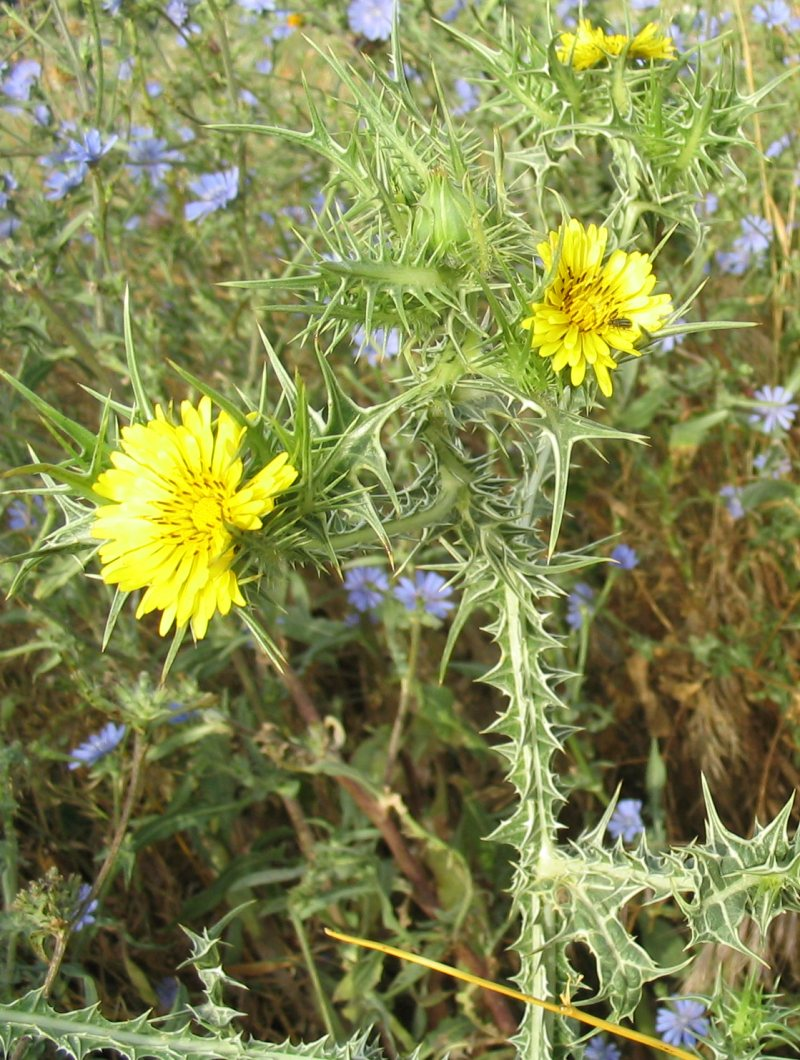
Infiorescenza
Scolymus maculatus

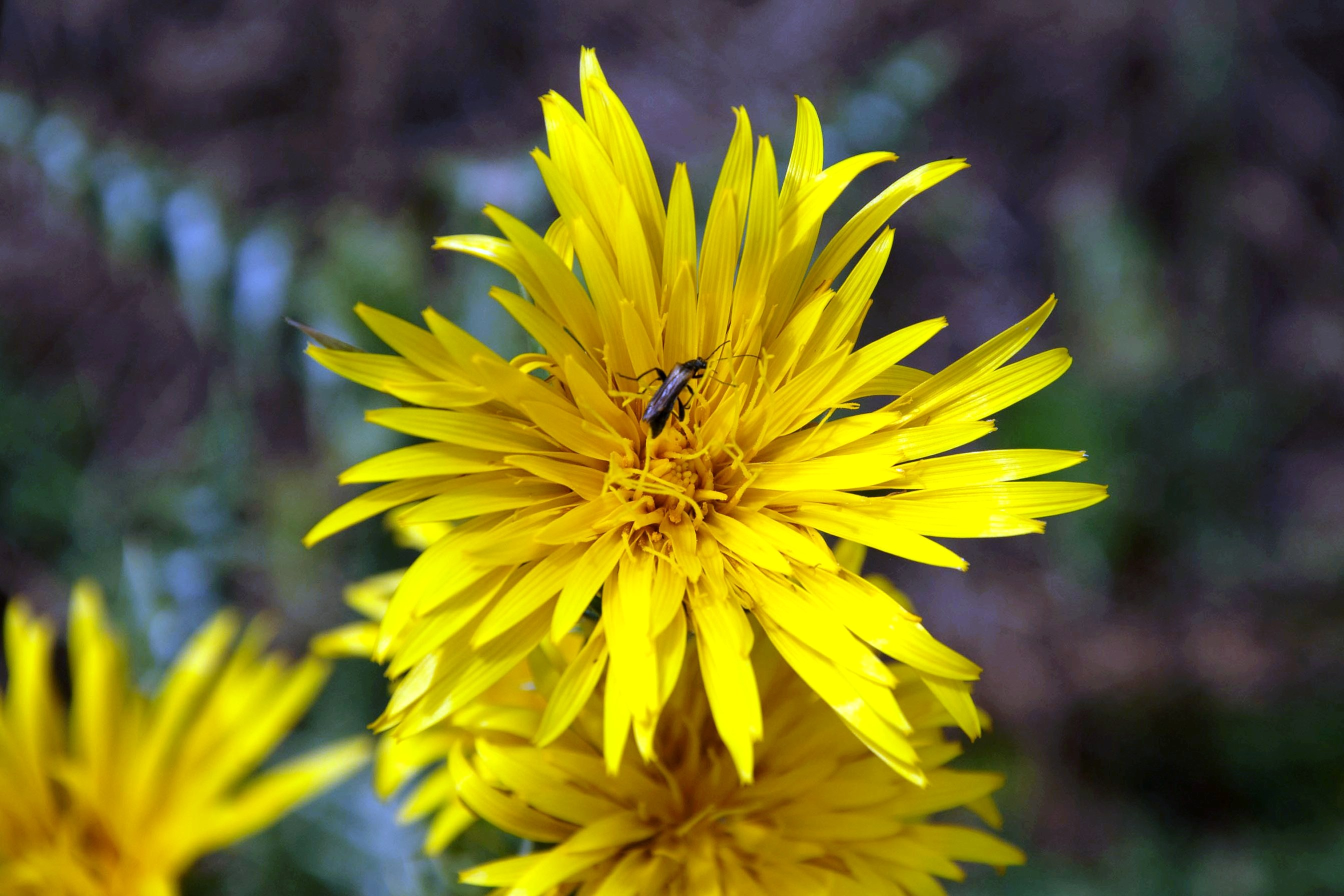
I fiori
Scolymus grandiflorus

Habitus. Queste piante sono caratterizzate da specie sia annuali o che perenni (ma anche bienni). L'habitus si presenta molto spinoso con steli alati. Negli organi interni sono presenti sia condotti resiniferi che canali laticiferi.
Fusto. Gli steli sono ramosi nella parte alta e in genere sono fogliosi. I rami sono alati. Le radici in genere sono di tipo fittonante. Queste piante crescono in altezza dai 20 ai 90 cm.
Foglie.  Le foglie possono essere sia basali che cauline e sono disposte lungo il fusto in modo alterno. Le lamine sono intere-lineari o lanceolate di tipo pennatosette con lobi grossolani e vistose spine apicali. Le venature sono prominenti. Nella parte apicale possono essere macchiate di bianco.
Infiorescenza. Le infiorescenze sono composte da capolini sessili, terminali o ascellari, sia singoli che multipli. I capolini sono formati da un involucro composto da brattee (o squame) all'interno delle quali un ricettacolo fa da base ai fiori ligulati (o in alcuni casi tubulosi). Gli involucri a forma ovoidale o globosa, sono formati da diverse brattee (mucronate e spinose) disposte su due serie. Le brattee verso l'alto passano gradualmente allo stato di foglie. Il ricettacolo, conico, è provvisto di scaglie (= pagliette) ovate con ampie ali che racchiudono in alcuni casi gli acheni.
Fiori. I fiori sono tetra-ciclici (ossia sono presenti 4 verticilli: calice – corolla – androceo – gineceo) e pentameri (ogni verticillo ha in genere 5 elementi). I fiori sono inoltre ermafroditi e zigomorfi.
- Formula fiorale:

*/x K {\displaystyle \infty }, [C (5), A (5)], G 2 (infero), achenio
- Calice: i sepali del calice sono ridotti ad una coroncina di squame.
- Corolla: le corolle sono formate da una ligula terminante con 5 denti; il colore è giallo (o arancione o bianco); la superficie può essere sia pubescente che glabra.
- Androceo: gli stami sono 5 con filamenti liberi e distinti, mentre le antere sono saldate in un manicotto (o tubo) circondante lo stilo.[13] Le antere sono caudate e alla base sono acute. Il polline è tricolporato.[14]
- Gineceo: lo stilo è filiforme. Gli stigmi dello stilo sono due divergenti e ricurvi con la superficie stigmatica posizionata internamente (vicino alla base).[15] L'ovario è infero uniloculare formato da 2 carpelli.

Frutti. I frutti sono degli acheni con pappo. L'achenio, dorsoventralmente compresso, è privo di becco; è racchiuso dalle scaglie ricettacolari. Il pappo può essere assente o formato da una serie di rigide e scabre setole (al massimo 5). Il pappo si trova alla sommità di una corona o anello.

## Biologia
- Impollinazione: l'impollinazione avviene tramite insetti (impollinazione entomogama tramite farfalle diurne e notturne).
- Riproduzione: la fecondazione avviene fondamentalmente tramite l'impollinazione dei fiori (vedi sopra).
- Dispersione: i semi (gli acheni) cadendo a terra sono successivamente dispersi soprattutto da insetti tipo formiche (disseminazione mirmecoria). In questo tipo di piante avviene anche un altro tipo di dispersione: zoocoria. Infatti gli uncini delle brattee dell'involucro si agganciano ai peli degli animali di passaggio disperdendo così anche su lunghe distanze i semi della pianta.

## Distribuzione e habitat
Si tratta di un piccolo genere, comprendente soltanto 3 specie native del bacino del Mar Mediterraneo (compresa l'Africa settentrionale), dell'ovest europeo fino al nord-ovest della Francia, penisola Balcanica, Anatolia e Asia mediterranea.  Gli habitat preferiti sono quelli asciutti o semi-asciutti.

## Tassonomia
La famiglia di appartenenza di questa voce (Asteraceae o Compositae, nomen conservandum) probabilmente originaria del Sud America, è la più numerosa del mondo vegetale, comprende oltre 23.000 specie distribuite su 1.535 generi, oppure 22.750 specie e 1.530 generi secondo altre fonti (una delle checklist più aggiornata elenca fino a 1.679 generi). La famiglia attualmente (2021) è divisa in 16 sottofamiglie.

### Filogenesi
Il genere di questa voce appartiene alla sottotribù Scolyminae della tribù Cichorieae (unica tribù della sottofamiglia Cichorioideae). In base ai dati filogenetici la sottofamiglia Cichorioideae è il terz'ultimo gruppo che si è separato dal nucleo delle Asteraceae (gli ultimi due sono Corymbioideae e Asteroideae). La sottotribù Scolyminae è uno dei cladi iniziali che si sono separati dalla tribù.
I caratteri più distintivi per questa sottotribù (e quindi per i suoi generi) sono:
- i fusti sono alati;
- negli organi interni sono presenti sia condotti resiniferi che canali laticiferi;
- alcune parti delle piante possono essere spinose;
- l'origine delle specie è soprattutto relativa al Vecchio Mondo.

All'interno della sottotribù il genere di questa voce, da un punto di vista filogenetico, occupa il "core" del gruppo insieme al genere Hymenonema (insieme formano un "gruppo fratello").
Cladogramma indicante la posizione del genere nella sottotribù.
|  | Catananche                                              |
|  |                                                         |
|  | \| \| Hymenonema \| \| \| \| \| \| Scolymus \| \| \| \| |
|  |                                                         |
|  | Hymenonema                                              |
|  |                                                         |
|  | Scolymus                                                |
|  |                                                         |

|  | Hymenonema |
|  |            |
|  | Scolymus   |
|  |            |

|  | Catananche                                              |
|  |                                                         |
|  | \| \| Hymenonema \| \| \| \| \| \| Scolymus \| \| \| \| |
|  |                                                         |
|  | Hymenonema                                              |
|  |                                                         |
|  | Scolymus                                                |
|  |                                                         |

|  | Hymenonema |
|  |            |
|  | Scolymus   |
|  |            |

Nella filogenesi del genere la specie S. gradiflorus risulta più vicina alla specie S. hispanicus (formano il "core" del genere); mentre la specie S. maculatus è in posizione "basale".
Cladogramma indicante la posizione delle specie del genere.
|  | Scolymus maculatus                                                            |
|  |                                                                               |
|  | \| \| Scolymus hispanicus \| \| \| \| \| \| Scolymus grandiflorus \| \| \| \| |
|  |                                                                               |
|  | Scolymus hispanicus                                                           |
|  |                                                                               |
|  | Scolymus grandiflorus                                                         |
|  |                                                                               |

|  | Scolymus hispanicus   |
|  |                       |
|  | Scolymus grandiflorus |
|  |                       |

I caratteri distintivi per le specie di questo genere sono:
- i fusti sono alati;
- i capolini sono sessili;
- gli organi interni hanno sia condotti resiniferi che canali laticiferi;
- le foglie sono vistosamente spinose.

Il numero cromosomico delle specie del genere è: 2n = 20 (diploide).

### Elenco delle specie
Questo genere ha 3 specie:
- Scolymus grandiflorus Desf.
- Scolymus hispanicus  L.
- Scolymus maculatus  L.

Per questo genere è riconosciuto anche il seguente ibrido:
- Scolymus × castaneus F.M.Vázquez & J.Blanco

### Specie della flora italiana
Tutte le specie del genere sono presenti spontaneamente sul territorio italiano. Di seguito viene presentata una breve visione sinottica del gruppo.
- Il ciclo biologico è annuale; le varie parti della pianta (ali del fusti, foglie e brattee involucrali) hanno un grosso margine cartilagineo bianco; il pappo è assente.

S. maculatus - Cardogna macchiata: l'altezza massima della pianta è di 30 - 90 cm; il ciclo biologico è annuo; la forma biologica è terofita scaposa (T scap); il tipo corologico è Sud Mediterraneo; l'habitat tipico sono i pascoli aridi, i tratturi e i margini stradali; in Italia è una specie comune e si trova al Centro e al Sud fino ad una quota di 600 m s.l.m..
- Il ciclo biologico è bienne; le ali del fusto sono interrotte; le brattee involucrali sono glabre con bordi attenuati verso l'apice; il pappo è presente.

S. hispanicus - Cardogna comune: l'altezza massima della pianta è di 20 - 120 cm; il ciclo biologico è bienne (o perenne); la forma biologica è emicriptofita bienne (H bienn); il tipo corologico è Euri-Mediterraneo; l'habitat tipico sono gli incolti aridi e sabbiosi; in Italia è una specie molto comune e si trova su tutto il territorio fino ad una quota di 800 m s.l.m..
- Il ciclo biologico è perenne; le ali del fusto sono continue; le brattee involucrali sono pubescenti con bordi bruscamente interrotti verso l'apice che è spinato; il pappo è presente.

S.grandiflorus - Cardogna maggiore: l'altezza massima della pianta è di 20 - 80 cm; il ciclo biologico è perenne; la forma biologica è emicriptofita scaposa (H scap); il tipo corologico è Sud Ovest Mediterraneo; l'habitat tipico sono gli incolti, lungo le vie e le aree ruderali; in Italia è una specie comune e si trova soprattutto al Sud e nelle Isole fino ad una quota di 1.400 m s.l.m.

#### Specie della zona alpina
Delle 3 specie spontanee della flora italiana solo S. hispanicus vive sull'arco alpino. La tabella seguente mette in evidenza alcuni dati relativi all'habitat, al substrato e alla distribuzione delle specie alpine.
| Specie | Comunità vegetali | Piani vegetazionali | Substrato | pH     | Livello trofico | H2O   | Ambiente | Zona alpina              |
| --- | ----------------- | ------------------- | --------- | ------ | --------------- | ----- | -------- | ------------------------ |
| S. hispanicus | 5                 | collinare           | Ca - Si   | neutro | alto            | arido | B2       | arco centrale delle Alpi |
| Legenda e note alla tabella. Substrato: con “Ca/Si” si intendono rocce di carattere intermedio (calcari silicei e simili). Zona alpina: vengono prese in considerazione solo le zone alpine del territorio italiano (sono indicate le sigle delle province). Comunità vegetali: 5 = comunità perenni nitrofile Ambienti: B2 = ambienti ruderali, scarpate |                   |                     |           |        |                 |       |          |                          |

### Sinonimi
Sono elencati alcuni sinonimi per questa entità:
- Myscolus Cass.

## Usi
Tutte le specie sono commestibili.

## Galleria d'immagini

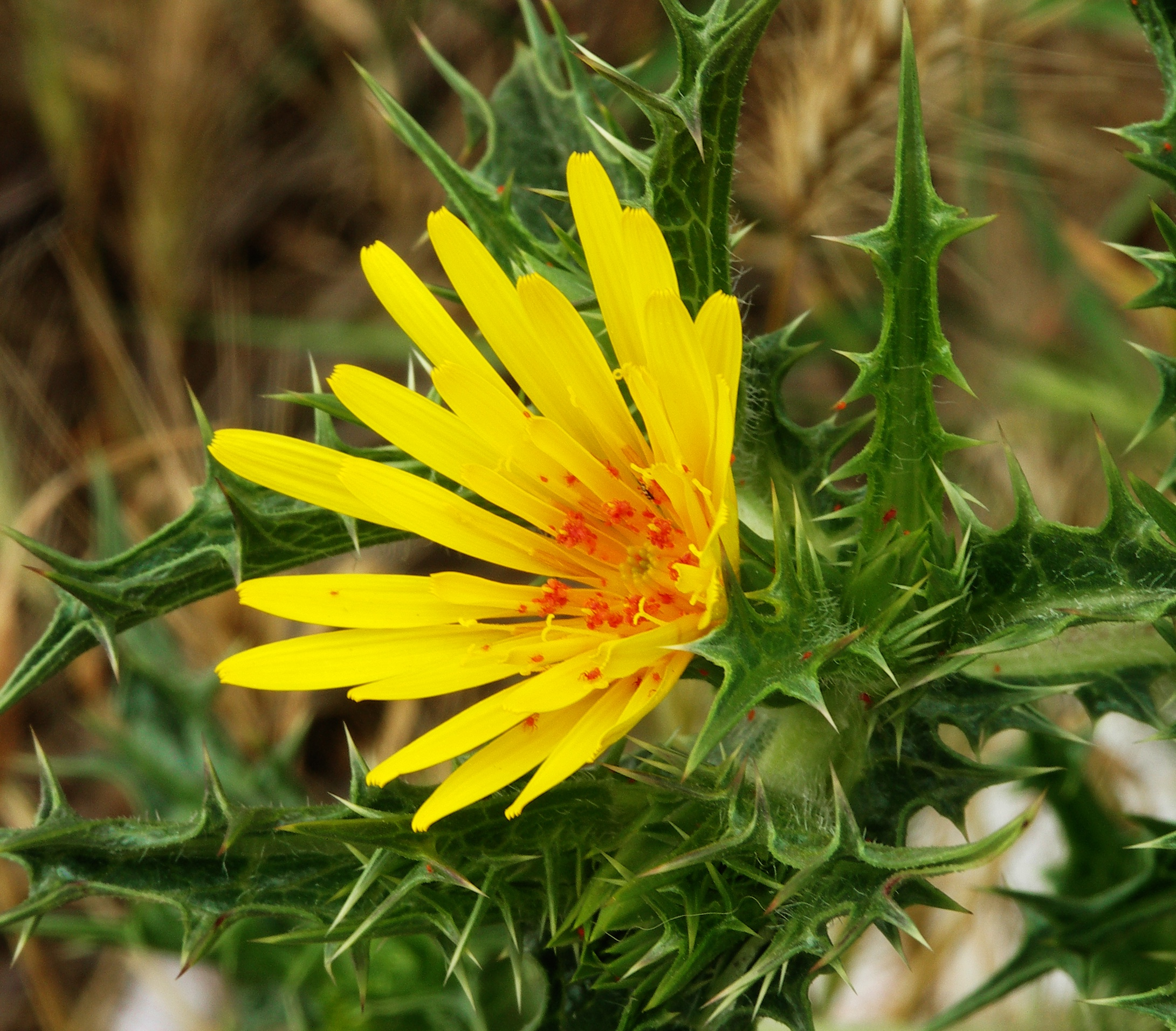
Scolymus hispanicus
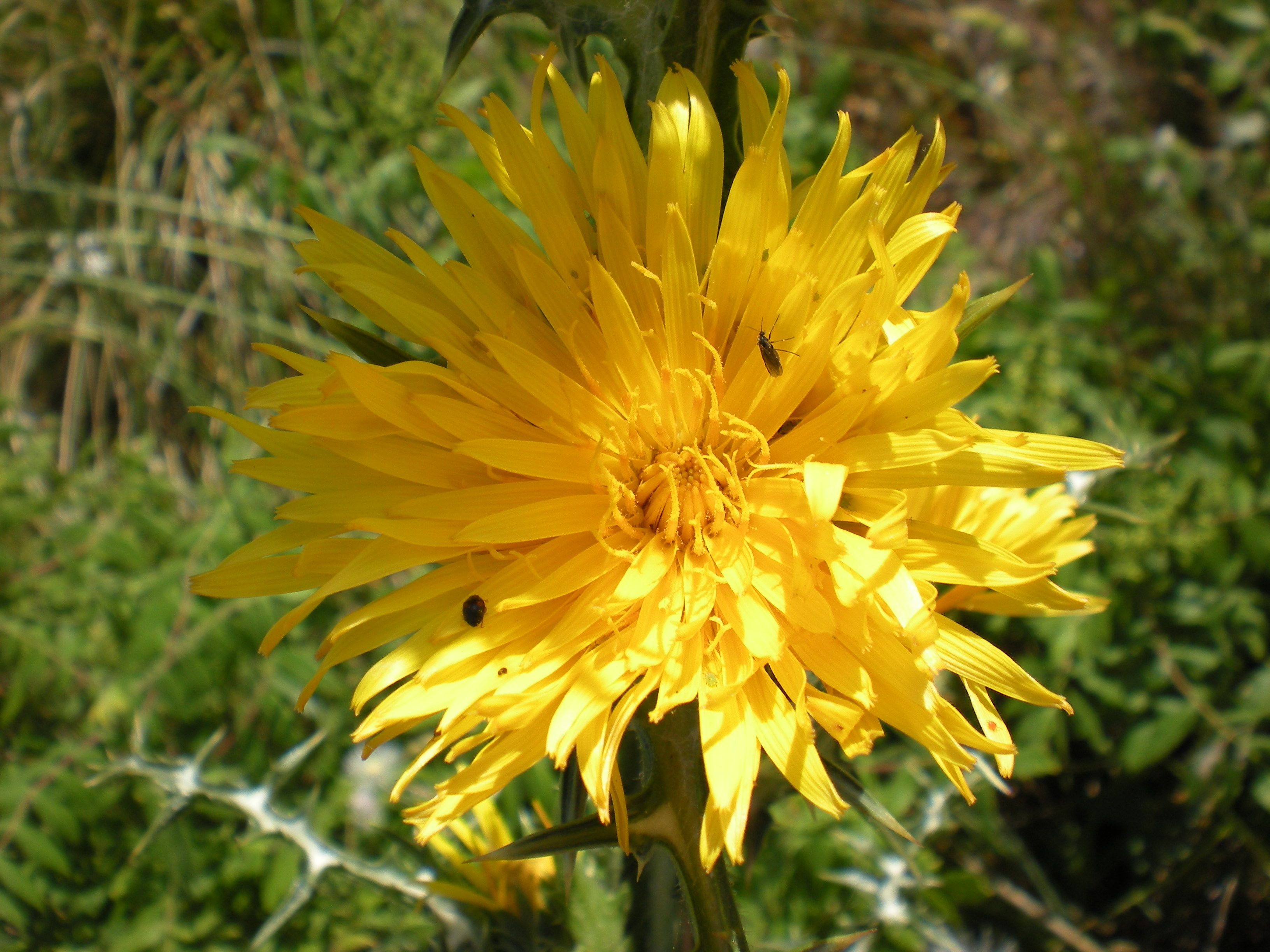
Scolymus grandiflorus
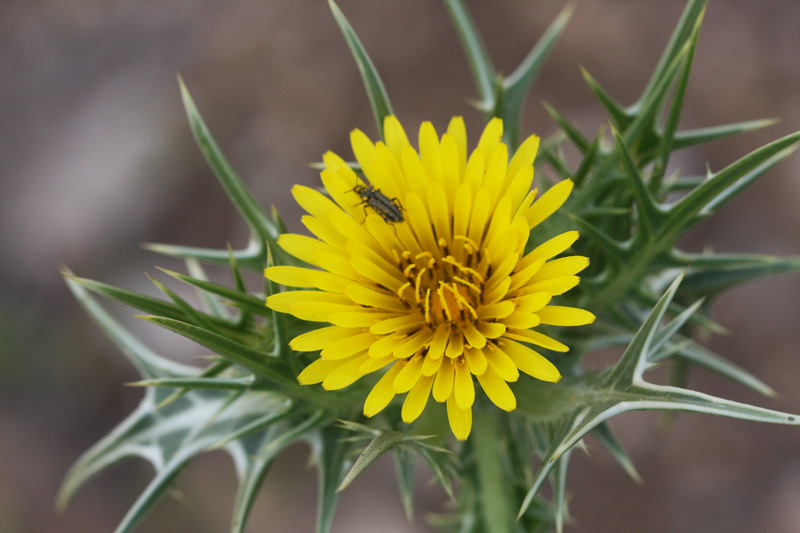
Scolymus maculatus